# Rava-Rouska
 (novembre 2017).
Rava-Rouska (en ukrainien : Рава-Руська) ou Rawa Ruska (en polonais ; en allemand : Rawa-Ruska ; en yiddish : ראווע, Rave) est une ville de l'oblast de Lviv, en Ukraine. En 2022, sa population était d'environ 8 500 habitants.
Située en Galicie polonaise, Rawa Ruska fait successivement partie de l'Empire austro-hongrois en 1918, puis  de la Pologne de 1919 à 1939 grâce au traité de Riga, puis de l'Union soviétique de 1939 à 1941. Occupée de 1941 à 1944 par les troupes allemandes durant la Seconde Guerre mondiale, elle intègre ensuite la république socialiste soviétique d'Ukraine jusqu'à l'indépendance de l'Ukraine en 1991 dont elle fait partie depuis.
Pendant la Seconde Guerre mondiale, la population juive y a été exterminée dans un ghetto et dans le camp d'extermination de Bełżec.
Rawa Ruska a comporté un camp de prisonniers de guerre, où périrent successivement de nombreux prisonniers soviétiques entre 1941 et 1942, puis français et belges à partir de 1942 dans le Stalag 325.

## Géographie
Rava-Rouska se trouve à la frontière polonaise, à 52 km au nord-ouest de Lviv.

## Histoire
Rava-Rouska reçut des privilèges urbains (droit de Magdebourg) en 1622.
De la première partition de la Pologne en 1772 jusqu'en 1918, Rava-Rouska appartient à l'Autriche puis à l'Autriche-Hongrie avec le statut de chef-lieu d'un arrondissement. En 1857, elle est reliée à Jarosław par le chemin de fer. La ville devient un important nœud ferroviaire où les lignes de Lviv, Cracovie et Lublin se rencontrent.
En 1880, Rava-Rouska compte environ 10 500 habitants dont 37,3 % de Juifs, 34,6 % de Polonais, 20,8 % d'Allemands et 7,0 % de Ruthènes.
Pendant la Première Guerre mondiale, la première campagne de Galicie aboutit à un désastre pour l'armée austro-hongroise. La 5e armée russe réussit à percer une brèche entre la 1re et la 4e armées austro-hongroises lors de la bataille de Rava-Rouska (6-11 septembre 1914), entraînant l'occupation de la Galicie orientale par les troupes russes.

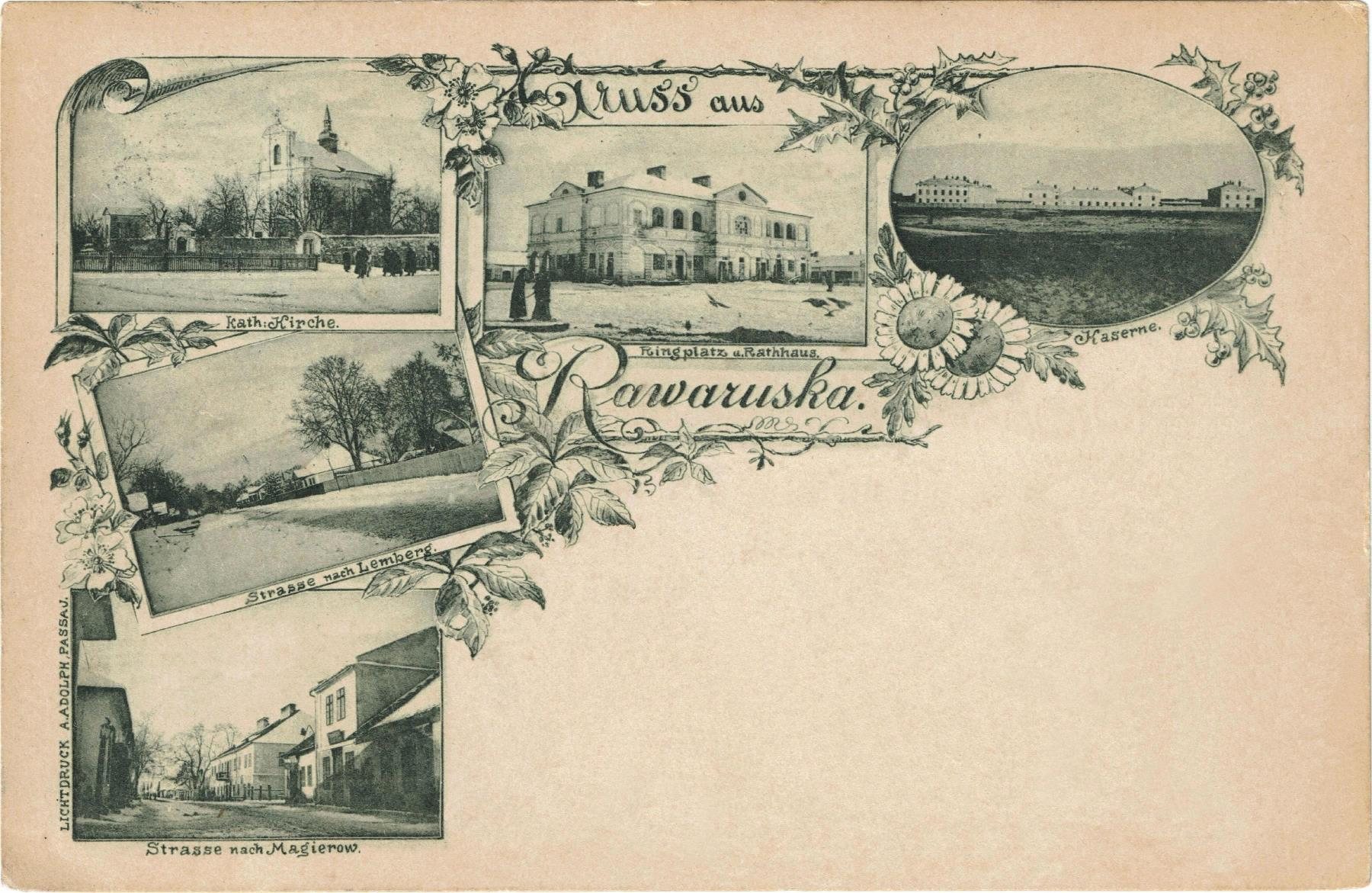
Sur une carte postale, l'église, la mairie, des casernes et deux rues.

Après la Première Guerre mondiale, la ville fait partie du nouvel État polonais. Elle est rattachée à la voïvodie de Lwów. Jusqu'en 1928, elle abrite une école de garde-frontières polonais (en) transférée ensuite à Góra Kalwaria.

### Seconde Guerre mondiale
En septembre 1939, lorsque l'Allemagne nazie envahit la Pologne, l'Union soviétique, conformément aux dispositions secrètes du pacte signé le 23 août 1939 (pacte Ribbentrop-Molotov), annexe la partie orientale de la Pologne. Au début de la Seconde Guerre mondiale, Rava-Rouska est envahie par l'Armée rouge en septembre 1939, puis annexée par l'Union soviétique au sein de la République socialiste soviétique d'Ukraine. La ligne de démarcation avec la partie occidentale de la Pologne, occupée par l'Allemagne, passe alors à la limite nord-ouest de la ville.
Le 22 juin 1941 débute l'invasion de l'Union soviétique par l'armée allemande. Rawa Ruska est conquise et rattachée le 1er août 1941 au Gouvernement général. Dès le premier jour de l'occupation allemande, la ville devient le théâtre d'assassinats de masse commis par les nazis.
Une commission d'enquête soviétique, qui œuvrera du 24 au 30 septembre 1944, estimera que 18 000 soldats russes ont été fusillés ou ont péri de mauvais traitements ou de maladie à Rawa Ruska et aux alentours en 1941-1942, tandis qu'une dizaine de milliers de Juifs, au moins, résidant dans la région ont eux aussi été exécutés.
Le mémorial Yad Vashem a réuni de nombreux documents et témoignages sur la situation des juifs et les crimes de guerre commis par les nazis à Rawa Ruska.

#### Massacre des Juifs
De nombreux Juifs polonais et d'autres personnes cherchant à fuir les persécutions du régime nazi gagnent Rawa Ruska et la population juive de la ville augmente entre 1939 et 1941. Une partie d'entre eux, de même que d'anciens habitants de la ville, sont déportés en Sibérie par le régime stalinien en 1940 et au début de 1941.
Dès le 27 mars 1942, le groupe des archivistes du Ghetto de Varsovie, Oneg Shabbat, publie dans un bulletin en Yiddish et en polonais édité clandestinement, des informations sur les déportations massives des juifs des ghettos de plusieurs villes polonaises, notamment Rawa Ruska, vers le camp d'extermination de Belzec.
Les bulletins d'Oneg Shabbat publiés en mars et avril 1942 sont transmis à Londres et le 26 juin 1942, la BBC diffuse les premières informations sur l'extermination des juifs en Pologne. Ces publications n'arrêteront pas le massacre en cours.
Le 27 juillet 1942, deux mille Juifs sont déportés à Belzec.
Au cours des mois suivants, un grand nombre de convois de Juifs de Galicie orientale à destination de Bełżec passent par la gare de Rava-Rouska. En septembre 1942, les Allemands enferment dans un ghetto, non seulement les Juifs restants de Rawa Ruska, mais aussi les Juifs des villages voisins, de sorte que bientôt 15 000 personnes s'y entassent.
En janvier 1943, les détenus dans les différents camps sont au nombre de 24 000, dont près de la moitié à Rawa Ruska même. Au cours de plusieurs « Aktionen », entre décembre 1942 et juin 1943, les Allemands et leurs auxiliaires ukrainiens vident le ghetto.
Une partie des Juifs sont assassinés sur place et les autres déportés à Belzec ou dans le camp de concentration de Janowska, près de Lviv.

#### Le Stalag 325
Annexée à la Pologne en 1921 par le traité de Riga, la Pologne orientale est prise par les Soviétiques le 17 septembre 1939. Le 27 juin 1941, les armées allemandes l'envahissent à leur tour et dès les premiers jours de l’opération Barbarossa, y établissent des camps de prisonniers de guerre.
Le Stalag N° 325, Secteur postal 08509, est créé à Rawa-Ruska dans une caserne inachevée de trente six hectares qui comportait un bâtiment de caserne, quatre logis et quatre écuries. Les premiers détenus incarcérés sont des soldats de l'armée soviétique.

#### Camp pour prisonniers soviétiques
Particulièrement destinés aux Soviétiques, les camps de la « série 300 » ont pour chef-lieu Poznań et relèvent du Wehrkreis XXI.
Entre juillet 1941 et avril 1942, plus de 18 000 prisonniers de guerre soviétiques détenus dans des conditions inhumaines à Rawa-Ruska y trouveront la mort.
Sous la direction de l’Oberscharführer SS Stein et du chef de la gendarmerie, commandant de la ville de Rawa-Ruska Klein, ils sont fusillés sans jugement par les agents de la Gestapo et leurs corps emportés sur des remorques de tracteurs et enfouis dans la forêt de Wolkowice.

#### Camp de représailles pour réfractaires et évadés français et belges
En mars 1942, les autorités allemandes décident de transformer le Stalag 325 de Rawa Ruska en camp de représailles pour les prisonniers de guerre français internés en Allemagne qui avaient tenté de s'évader ou refusaient de travailler.
Une grande partie des détenus y périront en raison des mauvaises conditions de vie.

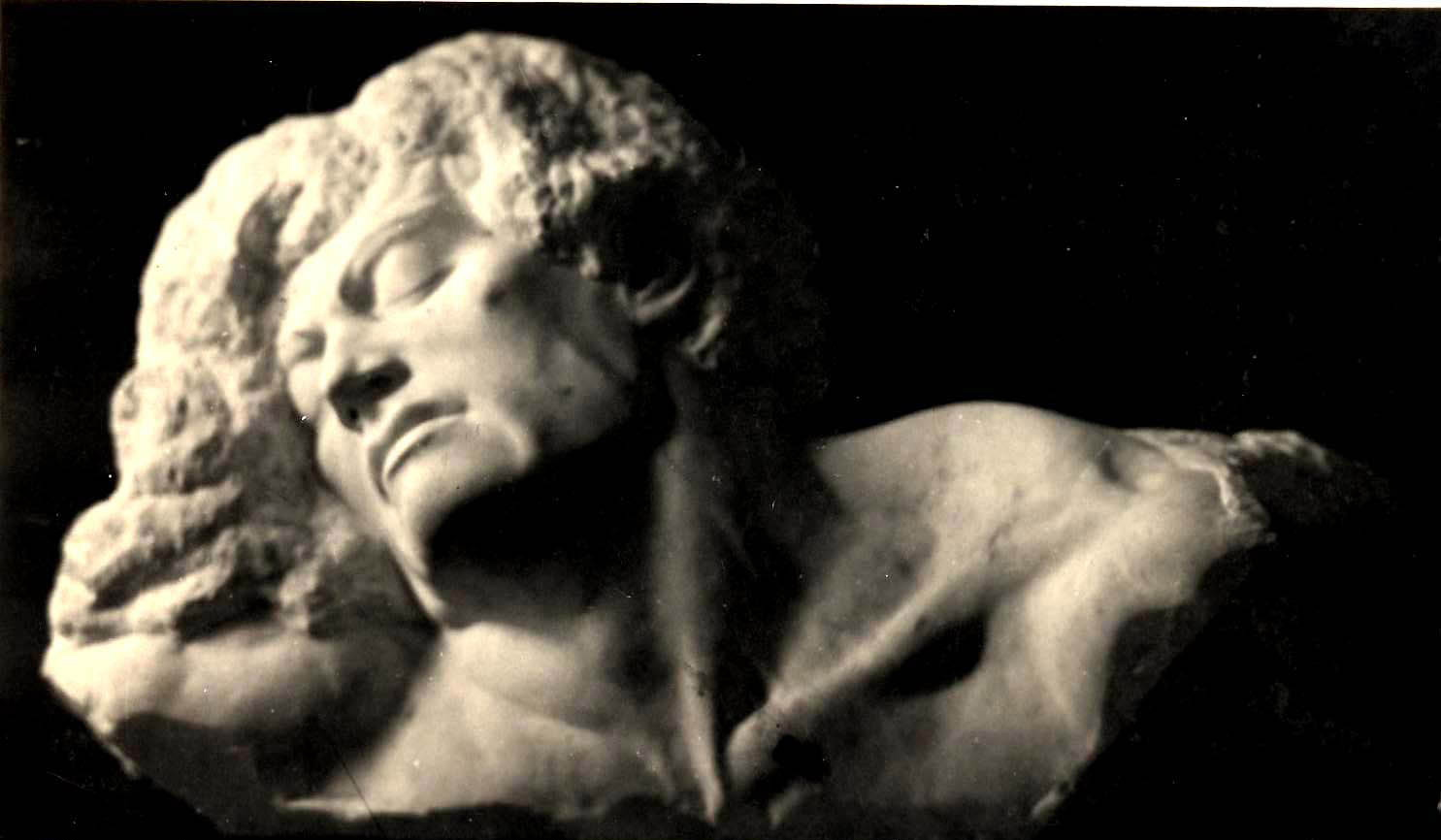
Monument commémoratif de Rawa Ruska (Lwow) créé par le sculpteur français Marcel Mayer durant sa détention à la Forteresse de Lemberg.

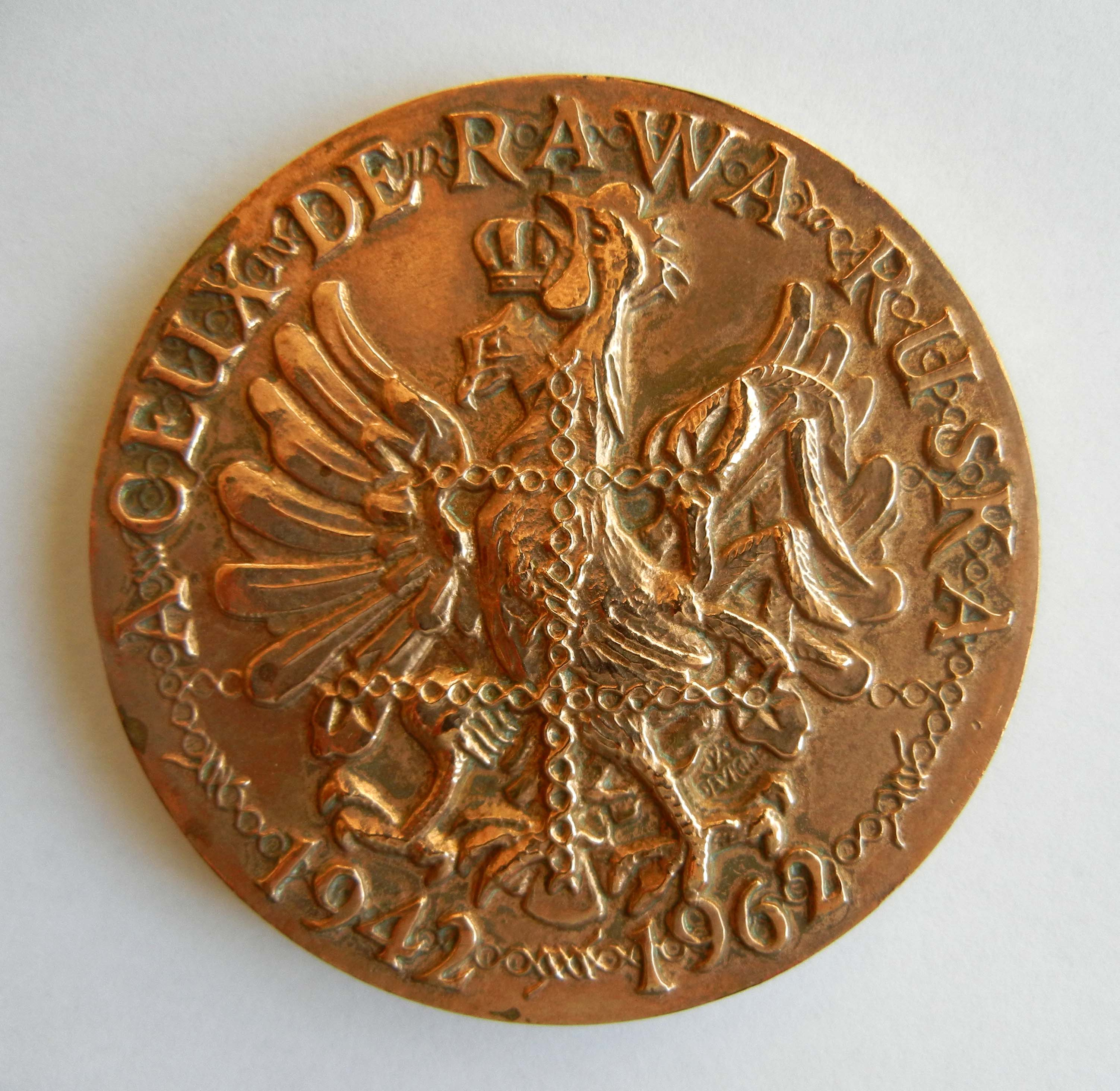
Médaille A CEUX DE RAWA RUSKA 1942-1962 (recto).

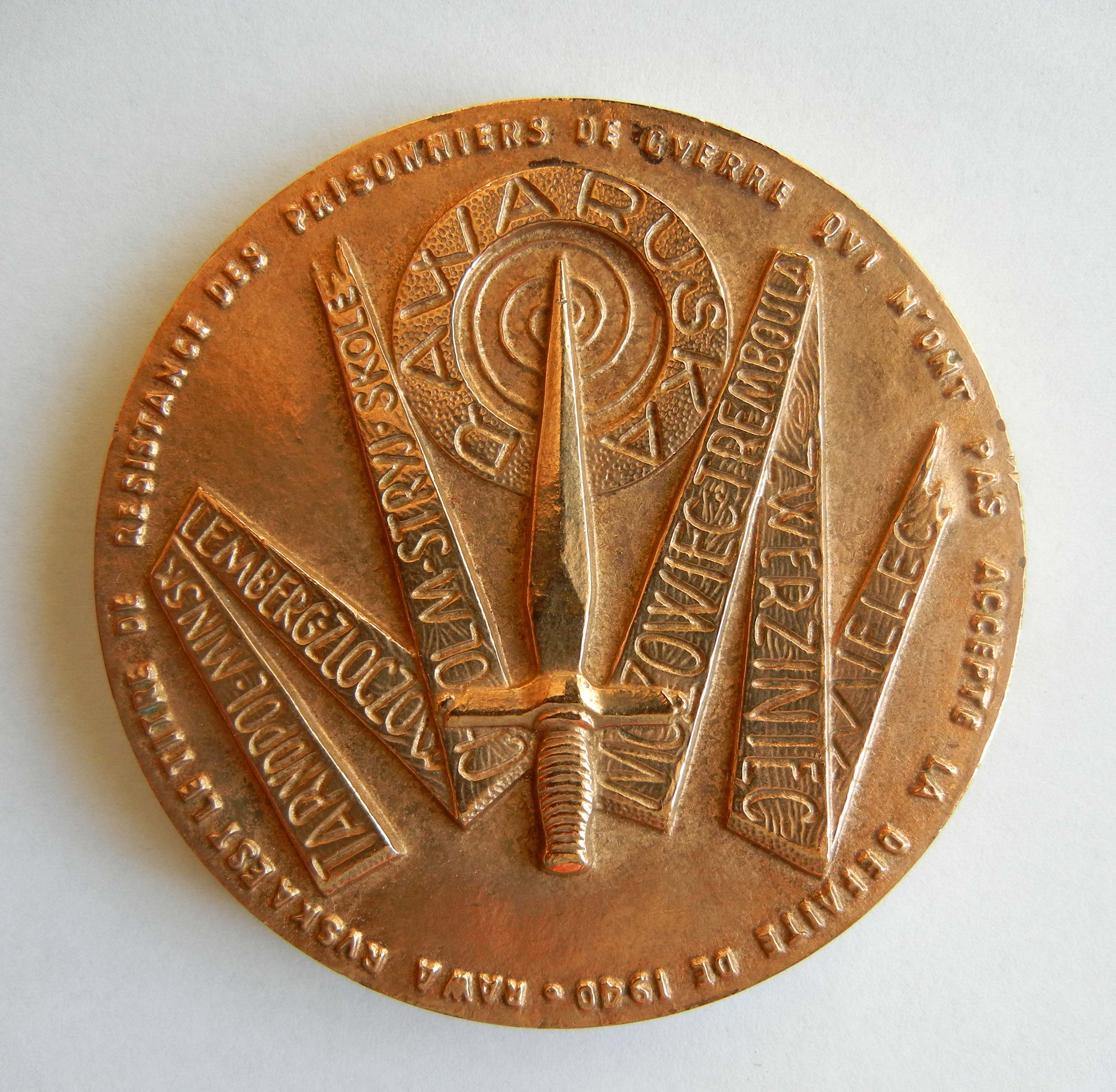
Médaille A CEUX DE RAWA RUSKA 1942-1962 (verso).

Le premier convoi arrive à Rawa-Ruska le 13 avril 1942. En juin 1942, les prisonniers français et belges sont environ 10 000, et l'on commence à les répartir dans des « sous-camps » créés dans la région.
Les conditions de vie y sont particulièrement pénibles, en raison du climat avec des températures de −20° à −30 °C pendant les cinq mois d'hiver et une chaleur torride en été, d'une nourriture insuffisante et du travail forcé auquel étaient contraints les prisonniers. À Rawa Ruska, les robinets d'eau étaient rares et bien insuffisants pour quelque 10 000 hommes, ce qui amènera ultérieurement Winston Churchill à décrire dans un discours le camp de Rawa Ruska comme celui « de la goutte d'eau et de la mort lente ».
Dans une lettre édifiante au procureur général du procès de Nuremberg, le chef du camp, le lieutenant-colonel Borck, écrit peu avant son exécution : « Rawa-Ruska restera mon œuvre, j'en revendique hautement la création, et si j'avais eu le temps de la parachever, aucun Français n'en serait sorti vivant. Car je peux bien le dire maintenant, puisque je vais mourir, j'avais reçu des ordres secrets de Himmler d'anéantir tous les terroristes français ».
En raison de l'avancée de l'Armée rouge, le camp de Rawa Ruska est en grande partie évacué par les Allemands le 19 janvier 1944 et la plupart de ses occupants transférés dans divers camps, dont la citadelle de Lwow (actuellement Lviv). Le 20 juillet 1944, la ville et le camp sont libérés par l'Armée rouge. Les prisonniers qui y sont encore internés sont retenus par les Soviétiques jusqu'à leur rapatriement en France ou en Belgique, à savoir près d'un an plus tard le 2 juillet 1945.
En mémoire des combattants français et belges qui sont passés par le Stalag 325 de Rawa-Ruska et ses sous-camps durant la Seconde Guerre mondiale, l'association « Ceux de Rawa-Ruska » a vu le jour. Elle a regroupé l'ensemble des anciens combattants déportés, soit 25 000. Elle compte maintenant leurs descendants dans l'Union nationale “Ceux de Rawa Ruska et de leurs descendants ”.
En tant qu'association mémorielle, elle témoigne des motifs et conditions d’internement dans ce camp et veille à la transmission auprès du public et des jeunes générations des valeurs pour lesquelles ces prisonniers y ont été déportés.

### Époque contemporaine
Après l'occupation allemande, Rava-Rouska redevient un territoire au sein de la République socialiste soviétique d'Ukraine. À l'indépendance de l'Ukraine, en 1991, elle appartient au nouvel État, créé par le nouveau gouvernement. Un point de passage frontalier avec la Pologne se trouve au nord-ouest de la ville.

## Population
Recensements (*) ou estimations de la population :
| 1880   | 1931   | 1959* | 1970* | 1979* | 1989* | 2001* |
| ------ | ------ | ----- | ----- | ----- | ----- | ----- |
| 10 500 | 11 000 | 6 544 | 7 195 | 8 177 | 8 777 | 8 070 |

| 2011  | 2012  | 2013  | 2014  | 2015  | 2016  | 2017  |
| ----- | ----- | ----- | ----- | ----- | ----- | ----- |
| 8 328 | 8 355 | 8 426 | 8 487 | 8 578 | 8 637 | 8 647 |

## Transports
Grâce à sa gare ferroviaire, la ville se trouve à 53 km de Lviv par le chemin de fer et à 60 km par la route européenne 372.

## Personnalités
- Emil-Edwin Reinert (1903-1953), réalisateur, scénariste et ingénieur du son français, né dans la ville.